# 忍性
忍性（にんしょう）は、鎌倉時代の律宗（真言律宗）の僧である。房名（通称）は良観。貧民やハンセン病患者（らい病）など社会的弱者の救済に尽力したことで知られる。諡号は忍性菩薩（にんしょうぼさつ）。

## 出自
父は伴貞行（後に叡尊教団の斎戒衆となり慈生敬法房と名乗った？）。大和国城下郡屏風里（現奈良県磯城郡三宅町屏風）に生まれる。

## 活動
忍性は早くから文殊菩薩信仰に目覚め、師叡尊からは真言密教・戒律受持・聖徳太子信仰を受け継いでいる。聖徳太子が四天王寺を創建に際し「四箇院の制」を採った事に、深く感銘しその復興を図っている。四箇院とは、仏法修行の道場である敬田院、病者に薬を施す施薬院、病者を収容し病気を治療する療病院、身寄りのない者や年老いた者を収容する悲田院のことで、極楽寺伽藍図には療病院・悲田院・福田院・癩宿が設けられており、四天王寺では悲田院・敬田院が再興されている。また、鎌倉初期以来、四天王寺の西門付近は「極楽土東門」すなわち極楽への東側の入り口と認識されており病者・貧者・乞食・非人などが救済を求めて集まる所となっていた。忍性はここに石の鳥居を築造しこれらの人々を真言の利益にあずからせようとしたのだろう。
師の叡尊は民衆への布教を唱えながら、自分には不得手であることを自覚して当時の仏教において一番救われない存在と考えられていた非人救済に専念し、その役割を忍性に託した。忍性は非人救済のみでは、それが却って差別を助長しかねないと考えて非人を含めた全ての階層への救済に尽力した。その結果、叡尊と忍性の間に齟齬を来たし、叡尊は忍性が布教に力を入れすぎて学業が疎かになっている（「良観房ハ慈悲ガ過ギタ」（『聴聞集』））と苦言も呈している。真言律宗が真言宗とも律宗とも一線を画していくことになるのには、忍性の役割が大きいと言われている。
『性公大徳譜』によると忍性が生涯で草創した伽藍83ヶ所（三村寺・多宝寺・極楽寺・称名寺など）、供養した堂154ヶ所、結界した寺院79ヶ所、建立した塔婆20基、供養した塔婆25基、書写させた一切経14蔵、図絵した地蔵菩薩1355図、中国から取り寄せた律三大部186組、僧尼に与えた戒本3360巻、非人（ハンセン氏病患者など）に与えた衣服33000領、架橋した橋189所、修築した道71所、掘った井戸33所、築造した浴室・病屋・非人所5所にのぼるとされている。

## 略歴
- 安貞元年（1227年）、信貴山朝護孫子寺で文殊の五字呪を唱える（文殊菩薩信仰）。
- 貞永元年（1232年）、死の床にあった母の懇願により、大和国額安寺に入って出家し官僧となる（官度）。三大文殊の一つ安倍寺（安倍文殊院）に参詣する。
- 天福元年（1233年）、東大寺戒壇院にて受戒する。以後、文殊菩薩の化身と信じられていた行基ゆかりの竹林寺などで修行を重ねる。
- 嘉禎2年（1236年）、7日間の断食を3度おこない文殊の五字呪を50万回唱える。
- 延応元年（1239年）、叡尊が主導していた西大寺の再建に勧進聖として加わり、叡尊に惹かれて再度叡尊の下で受戒してその弟子となる。生駒に参籠し文殊を祈願する。
- 仁治元年（1240年）、改めて額安寺で出家の儀式をやり直し、西大寺に入寺し叡尊教団に身を投じている。この頃、額安寺周辺の非人宿で文殊図像の供養をおこなう。
- 寛元元年（1243年）、奈良の般若寺近辺に北山十八間戸創設。初めて関東に赴いて仏教事情を調査する。
- 寛元2年（1244年）、文殊供養をおこない、非人に施粥をおこなう（亡母13回忌追善供養）。般若寺に丈六文殊像を安置。
- 寛元3年（1245年）、家原寺で別受戒（受戒後9年を経た僧侶が受ける戒法）をうける。
- 宝治元年（1247年）、同門の定舜が宋から持ち帰った律書（律三大部十八具）を受け取るために九州に下る。
- 建長4年（1252年）、本格的な布教活動のために関東へ赴き、常陸三村寺（御家人八田知家の知行所。現在は廃寺）を拠点に、当時常総地域を貫いていた内海の舟運を利用しつつ布教活動を行い、鎌倉進出の地歩を固める。
- 正元元年（1259年）、北条重時の招聘に応じ、鎌倉に隣接する極楽寺の寺地を相す。
- 弘長元年（1261年）、北条時頼・北条重時・北条実時らの信頼を得て鎌倉へ進出。北条重時の葬儀を司り、最初は釈迦堂（現在は廃寺）に住む。
- 弘長2年（1262年）、北条時頼の要請により東下してきた叡尊に謁する。病気がちの叡尊に代わり授戒をおこなう。鎌倉の念仏者（浄土教系）の指導者念空道教が叡尊に帰依したことで、忍性が鎌倉の律僧・念仏僧の中心的人物となる。
- 弘長4年/文永元年（1264年）、鎌倉雪ノ下で非人3000人を救済する。
- 文永2年（1265年）、灌頂を受けて阿闍梨となり、戒密兼修をすすめる。
- 文永4年（1267年）、極楽寺開山となる。清凉寺式釈迦如来立像を安置する。
- 文永6年（1269年）、江ノ島で祈雨の法をおこなう。
- 文永8年（1271年）、日蓮[4]から祈雨法くらべ[5]と法論を挑まれるが、相手にせず。
- 文永9年（1272年）、衆生救済のために10種の誓願[6]をたてる。
- 文永11年（1274年）、飢饉がおき飢えた人々に大仏谷で粥を施す。
- 建治元年（1275年）、極楽寺炎上、堂塔灰燼に帰する。摂津多田院（現・多田神社）別当に就任し復興に努める。
- 弘安4年（1281年）、弘安の役に際し幕府から御教書が下されて異国退散祈祷を行う。多田院本堂供養に際し周辺の山河を殺生禁断とする。
- 弘安6年（1283年）、病者に療養を施す。
- 弘安7年（1284年）、永福寺・五大堂（明王院）・大仏（高徳院の別当（責任者）に任命される。祈雨の法をおこなう。
- 弘安9年（1286年）、幕府から御教書が下されて祈雨の法をおこなう。
- 弘安10年（1287年）、極楽寺金堂落慶供養がおこなわれる。幕府の後援を受け鎌倉桑ヶ谷の病屋に病人を集める。以後20年間に46800人を治療したという。
- 正応元年（1288年）、西大寺で叡尊に謁する。叡尊から改めて灌頂を受ける。
- 永仁元年（1293年）、院宣により異国調伏を祈願する。東大寺大勧進に任命される。
- 永仁2年（1294年）、摂津・四天王寺別当に任命され、悲田院・敬田院を再興し石の鳥居を築造する。[7]
- 永仁6年（1298年）、律宗の祖鑑真を顕彰する東征伝絵縁起を唐招提寺に施入。鎌倉坂の下に馬病舎を建てる。極楽寺に真言院を建てる。
- 正安2年（1300年）、極楽寺の一部炎上。
- 正安3年（1301年）、祈雨の法をおこなう。
- 嘉元元年（1303年）、祈雨の法をおこなう。極楽寺において87歳で死去。遺骨は大和国竹林寺・額安寺にも分骨された。
- 嘉暦3年（1328年）5月26日、後醍醐天皇より「忍性菩薩」の諡号を勅許された（『僧官補任』）[8]。これには真言律宗出身で後醍醐天皇の護持僧（帝を祈祷で守護する僧）を務めた文観房弘真の推挙があったと推測されている[8]。

## 演じた人物
- 和泉元彌（映画『忍性 NINSHO』、2016年、監督：秋原北胤）

## 関連資料
- 「良観上人舎利瓶記（りょうかんしょうにんしゃりへいき）」（『鎌倉市史』史料編三、吉川弘文館、1956年）
「極楽寺の忍性五輪塔から発見された骨蔵器の銘文」。忍性の遺言で遺骨が分置された奈良竹林寺・額安寺の忍性五輪塔からもほぼ同文の銘文が刻まれた骨蔵器が発見されている。
- 「性公大徳譜（しょうこうだいとくふ）」「霊鷲山極楽寺忍性菩薩伝」「相州極楽寺沙門忍性伝」「忍性无十種大願」
（『慈善救済史料』、平楽寺書店、1977年）
- 性海 「関東往還記」（『西大寺叡尊伝記集成』、法蔵館、1977年、第二版2017年）
  - 『関東往還記』（細川涼一訳注、平凡社東洋文庫、2011年）。原文校訂を収録
- 「興正菩薩御教誡聴聞集」田中久夫校注 -（鎌田茂雄編『鎌倉旧仏教　日本思想大系15』岩波書店、1971年、新装版「続・日本仏教の思想」、1995年）
- 虎関師錬 『元亨釈書』（丸山二郎校訂、国史大系第31巻、吉川弘文館）

## 関連文献
- 松尾剛次 『忍性　慈悲ニ過ギタ』（ミネルヴァ書房〈日本評伝選〉 2004年）
- 松尾剛次編 『持戒の聖者 叡尊・忍性　日本の名僧10』（吉川弘文館 2004年）
- 和島芳男 『叡尊・忍性』（吉川弘文館〈人物叢書〉、初版1959年、新装版1988年、オンデマンド版　2024年　ISBN　9784642751063
- 中尾堯・今井雅晴編 『重源 叡尊 忍性　日本名僧論集5』（吉川弘文館 1983年）、※執筆時期は上記初版前後。
  - 和島芳男 「忍性菩薩伝　中世における戒律復興の史的研究」
  - 川岸宏教 「忍性と四天王寺　御手印縁起信仰の展開」
  - 吉田文夫 「忍性の社会事業について」